# Polydectinae
De Polydectinae zijn een onderfamilie van krabben (Brachyura) uit de familie Xanthidae.

## Geslachten
De Polydectinae omvatten de volgende geslachten:
- Lybia H. Milne Edwards, 1834
- Polydectus H. Milne Edwards, 1837
- Tunebia Mendoza & Ng, 2011